# Micrasterias denticulata
Micrasterias denticulata là một loài Song tinh tảo trong họ Desmidiaceae, thuộc chi Micrasterias.